# Los Andes (provins i Chile)
Provincia de Los Andes är en provins i Chile.   Den ligger i regionen Región de Valparaíso, i den södra delen av landet, 80 km norr om huvudstaden Santiago de Chile. Antalet invånare är 102 819. Arean är 3 054 kvadratkilometer.
Terrängen i Provincia de Los Andes är mycket bergig.
Provincia de Los Andes delas in i:
- Los Andes
- San Esteban
- Calle Larga
- Rinconada

Trakten runt Provincia de Los Andes är ofruktbar med lite eller ingen växtlighet. Runt Provincia de Los Andes är det ganska glesbefolkat, med 45 invånare per kvadratkilometer.